# 石岭镇 (廉江市)
石岭镇，是中华人民共和国广东省湛江市廉江市下辖的一个乡镇级行政单位。

## 行政区划
石岭镇下辖以下地区：
石岭社区、龙湾社区、创新社区、外村、塘甲村、塘雷村、虎桥村、樟树岭村、龙飞村、石郊村、竹山背村、勒塘村、下高村、秋风江村、合江村、墩梅村、盘龙塘村、苏茅角村、那丁村、许村、蓬山村、龙湾村、洋下村、三脚墩村、办坭塘村、荔枝林村、中山村、东升农场东升分场和廉江市石岭林场。